# A legboszibb boszi
A legboszibb boszi (eredeti cím: Every Witch Way) 2014 és 2015 között vetített amerikai telenovella formájú tini szitkom, amelyet Catharina Ledeboer, Arturo Manuitt és Leonardo Galavis alkottak. 
A producere Mauricio Toro. Zenéjét Rainer Lorenz és Ingrid Rodgers szerezték. A rendezői Arturo Manuitt, Leonardo Galavis és Clayton Boen. A forgatókönyvet Catharina Ledeboer, Gloria Shen, Charlotte Owen és Jeff Sayers írta. A főszerepben Paola Andino, Nick Merico, Paris Smith, Daniela Nieves, Tyler Alvarez és Autumn Wendel láthatók. A sorozat gyártója a Cinemat, forgalmazója a Nickelodeon.
Amerikában a Nickelodeon mutatta be 2014. január 1-én. Magyarországon is a Nickelodeon mutatta be 2017. február 27-én.

## Ismertető
A sorozat főszereplője a 14 éves Emma Alonso, aki apukájával együtt Floridából Miamiba költözik.

## Szereplők

### Főszereplők
| Színész              | Szereplő        | Magyar hang       | Leírás | Szerepel  |
| -------------------- | --------------- | ----------------- | --- | --------- |
| Paola Andino         | Emma Alonso     | Vági Viktória     | Új tanuló az Iridium gimiben, a Kiválasztott                                                                       | 1-4. évad |
| Nick Merico          | Daniel Miller   | Kilin Bertalan    | Maddie volt barátja, majd később Emma barátja, a Cápák egyik tagja                                                 | 1-4. évad |
| Paris Smith          | Maddie Van Pelt | Boldog Emese      | Diego barátnője és Daniel volt barátnője, Emma egykori ellensége                                                   | 1-4. évad |
| Daniela Nieves       | Andi Cruz       | Laudon Andrea     | Emma legjobb barátja, a Cápák egyik tagja                                                                          | 1-4. évad |
| Rahart Adams         | Jax Novoa       | Gacsal Ádám       | Új tanuló az Iridium gimiben a 2. évadban, a Cápák egyik tagja                                                     | 2-4. évad |
| Denisea Wilson       | Katie Rice      | Lamboni Anna      | Maddie és Sophie legjobb barátja, az Iridium gimi egyik tanulója                                                   | 1-4. évad |
| Autumn Wendel        | Sophie Johnson  | Györfi Laura      | Maddie és Katie legjobb barátja, az Iridium gimi egyik tanulója                                                    | 1-4. évad |
| Tyler Alvarez        | Diego Rueda     | Baráth István     | Gigi bátyja, a Cápák egyik tagja                                                                                   | 1-4. évad |
| Zoey Burger          | Gigi Rueda      | Tamási Nikolett   | Diego húga, az Iridium gimi tanulója és az iskolai hírek riportere, mint "Miss Információ"                         | 1-4. évad |
| Elizabeth Elias      | Mia Black       | Sipos Eszter Anna | Új lány a 3. évadban, Diego barátja. Meg szeretné bosszulni a boszorkányokat és le akarja győzni a Kiválasztottat. | 3-4. évad |
| Mavrick Morenp       | Mac Davis       | Császár András    | Tanuló az Iridium gimiben                                                                                          | 1. évad   |
| Kendall Ryan Sanders | Tony Meyers     | Czető Ádám        | Tanuló az Iridium gimiben                                                                                          | 1. évad   |

### Mellékszereplők
| Színész             | Szereplő          | Magyar hang         | Leírás                                                            | Szerepel   |
| ------------------- | ----------------- | ------------------- | ----------------------------------------------------------------- | ---------- |
| Melissa Carcache    | Lily Archer       | Csuha Borbála       | Emma őrangyala, a boszorkánytanács egyik tagja                    | 1-4. évad  |
| Katie Barberi       | Ursula Van Pelt   | Solecki Janka       | Maddie anyja                                                      | 1-4. évad  |
| Rafael de La Fuente | Julio             | Czető Roland        | A Cápák edzője, az igazgató fia                                   | 1. évad    |
| Rene Lavan          | Francisco Alonso  | Czvetkó Sándor      | Emma apja, a 2. évadtól az Iridium gimi igazgatója                | 1-4. évad  |
| Mia Matthews        | Desdemona         | Kiss Erika          | A boszorkánytanács egyik vezetője                                 | 2-4. évad  |
| Todd Allen Durkin   | Agamemnon         | Hajdu Steve         | A boszorkánytanács másik vezetője                                 | 2-4. évad  |
| Louis Tomeo         | Rob Miller        | Ács Balázs          | Daniel nagyobb öccse                                              | 1-4. évad. |
| Jackie Frazey       | Melanie Miller    | Gyarmati Laura      | Daniel húga                                                       | 1-4. évad  |
| Jason Drucker       | Tommy Miller      | Straub Martin       | Daniel kisebb öccse                                               | 1-4. évad  |
| Jimmie Bernal       | Rick Miller       | Petridisz Hrisztosz | Daniel apja                                                       | 1. évad    |
| Whitney Goin        | Christine         | Ősi Ildikó          | Daniel anyja                                                      | 1-4. évad  |
| Julia Antonelli     | Jessie Novoa      | Gyarmati Laura      | Jax húga                                                          | 4. évad    |
| Richard O' Bryan    | Jake Novoa        | Welker Gábor        | Jax apja                                                          | 4. évad    |
| Betty Monroe        | Liana Woods       | Kisfalvi Krisztina  | Jax anyja                                                         | 4. évad    |
| Lisa Corraro        | Ramona            | Csifó Dorina        | A boszorkánytanács tanulója                                       | 2. évad    |
| Michele Verdi       | Torres igazgatónő | Náray Erika         | Az Iridium gimi igazgatója az 1. évadban és egy régi kiválasztott | 1-4. évad  |
| Demetrius Daniels   | Oscar             | Takács Botond       | Diego és Gigi unokatestvére, Hector bátyja                        | 3. évad    |
| Nicolás James       | Hector            | Berecz Kristóf Uwe  | Diego és Gigi másik unokatestvére, Oscar öccse                    | 3. évad    |

## Bemutató más országokban
| Ország                    | Csatorna                                 | Premier            | Finálé             | Cím                         |
| ------------------------- | ---------------------------------------- | ------------------ | ------------------ | --------------------------- |
| Amerikai Egyesült Államok | Nickelodeon                              | 2014. január 1.    | 2015. július 30.   | Every Witch Way             |
| Hollandia                 | Nickelodeon Netherlands                  | 2014. május 21.    | 2016. február 26.  | Verhekst!                   |
| Kanada                    | YTV                                      | 2014. július 7.    |                    | Every Witch Way             |
| Egyesült Királyság        | Nickelodeon UK                           | 2014. július 14.   | 2015. november 1.  | Every Witch Way             |
| Mexikó                    | Nickelodeon Latínoamerica                | 2014. július 14.   | 2015. november 20. | Every Witch Way             |
| Kolumbia                  | Nickelodeon Latínoamerica                | 2014. július 14.   | 2015. november 20. | Every Witch Way             |
| Venezuela                 | Nickelodeon Latínoamerica                | 2014. július 14.   | 2015. november 20. | Every Witch Way             |
| Dominikai Köztársaság     | Nickelodeon Latínoamerica                | 2014. július 14.   | 2015. november 20. | Every Witch Way             |
| Argentína                 | Nickelodeon Latínoamerica                | 2014. július 14.   | 2015. november 20. | Every Witch Way             |
| Brazília                  | Nickelodeon Brasil                       | 2014. július 14.   | 2015. december 6.  | Every Witch Way             |
| Oroszország               | Nickelodeon Russia                       | 2014. július 21.   | 2015. november 16. | Колдовская история          |
| Ausztrália                | Nickelodeon Australia and New Zealand    | 2014. augusztus 4. | 2015. november 12. | Every Witch Way             |
| Új-Zéland                 | Nickelodeon Australia and New Zealand    | 2014. augusztus 4. | 2015. november 12. | Every Witch Way             |
| Olaszország               | Boing (1-2. évad)                        | 2014. október 31.  | 2016. december 8.  | Emma una strega da favola   |
| Olaszország               | TeenNick (3-4. évad)                     | 2015. december 4.  | 2016. december 8.  | Emma una strega da favola   |
| Németország               | Nickelodeon Germania                     | 2015. január 19.   | 2015. november 27. | Emma, einfach magisch       |
| Lengyelország             | Nickelodeon Polonia                      | 2015. január 19.   | 2016. február 26.  | Czarownica Emma             |
| Franciaország             | Nickelodeon 4Teen                        | 2015. március 16.  | 2017. november 24. | Teen Witch (Giovane Strega) |
| Írország                  | RTÉ 2                                    | 2015. április      |                    | Every Witch Way             |
| Törökország               | Nickelodeon Turkey                       | 2016. október 3.   |                    | Every Witch Way             |
| Magyarország              | Nickelodeon (Magyarország és Csehország) | 2017. február 27.  | 2017. október 27.  | A legboszibb boszi          |
| Csehország                | Nickelodeon Czech Republic and Hungary   | 2017. február 27.  | 2017. október 27.  |                             |
| Málta                     | Nickelodeon Malta                        | 2017. február 27.  | 2017. október 27.  |                             |
| Horvátország              | Nickelodeon Croatia                      | 2017. február 27.  | 2017. október 27.  |                             |
| Románia                   | Nickelodeon Romania                      | 2017. február 27.  | 2017. október 27.  | Vrajitoare de liceu         |
| Ukrajna                   | Nickelodeon Ukraine                      | 2017. február 27.  | 2017. október 27.  |                             |
| Szlovénia                 | Nickelodeon Slovenia                     | 2017. február 27.  | 2017. október 27.  |                             |
| Szerbia                   | Nickelodeon Serbia                       | 2017. február 27.  | 2017. október 27.  |                             |
| Bulgária                  | Nickelodeon Bulgaria                     | 2017. február 27.  | 2017. október 27.  |                             |

## Évados áttekintés
| Évad | Évad        | Epizódok    | Eredeti sugárzás   | Eredeti sugárzás   | Magyar sugárzás a -on | Magyar sugárzás a -on | Magyar sugárzás a -en | Magyar sugárzás a -en |
| Évad | Évad        | Epizódok    | Évadpremier        | Évadfinálé         | Évadpremier           | Évadfinálé            | Évadpremier           | Évadfinálé            |
| ---- | ----------- | ----------- | ------------------ | ------------------ | --------------------- | --------------------- | --------------------- | --------------------- |
|      | 1           | 20          | 2014. január 1.    | 2014. január 30.   | 2017. február 27.     | 2017. március 24.     | 2022. március 14.     | 2022. április 8.      |
|      | 2           | 24          | 2014. július 7.    | 2014. augusztus 8. | 2017. március 27.     | 2017. április 27.     | 2022. április 11.     | TBA                   |
|      | Különkiadás | Különkiadás | 2014. november 26. | 2014. november 26. | Nem került adásba     | Nem került adásba     | TBA                   | TBA                   |
|      | 3           | 20          | 2015. január 5.    | 2015. január 30.   | 2017. szeptember 4.   | 2017. szeptember 29.  | TBA                   | TBA                   |
|      | 4           | 20          | 2015. július 6.    | 2015. július 30.   | 2017. október 2.      | 2017. október 27.     | TBA                   | TBA                   |

## Spin-off
2015. február 25-én a Nickelodeon bejelentette a  spin-off címét a Wits Academyt, magyarul BOSZI Akadémia. A sorozat a boszorkányok és a varázslók kiképzéséről szól, Amerikában 2015. október 5-én volt a premierje. Magyarországon 2017. október 30-án volt a bemutató. 2015. október 30-án be is fejeződött mert a sorozatnak nem rendelték be a 2. évadát jelentette be Daniela Nieves.

## Díjak és jelölések[17]
| Év   | Díjátadó                                  | Kategória                                | Átvevő             | Eredmény |
| ---- | ----------------------------------------- | ---------------------------------------- | ------------------ | -------- |
| 2014 | Imagen Awards                             | Legjobb gyerek tv műsor                  | A legboszibb boszi | Jelölve  |
| 2014 | Imagen Awards                             | Legjobb fiatal televíziós színésznő      | Paola Andino       | Jelölve  |
| 2014 | Nickelodeon Kid's Choice Awards Argentina | A legjobb nemzetközi műsor               | A legboszibb boszi | Elnyerte |
| 2015 | Young Artist Award                        | A legjobb teljesítmény egy tv sorozatban | Paola Andino       | Elnyerte |
| 2015 | Nickelodeon Kids’ Choice Awards           | Kedvenc gyerek tv műsor                  | A legboszibb boszi | Jelölve  |
| 2015 | Reggie Awards                             | A legjobb nevettető tv műsor             | A legboszibb boszi | Jelölve  |